# Кукорелли, Эндре

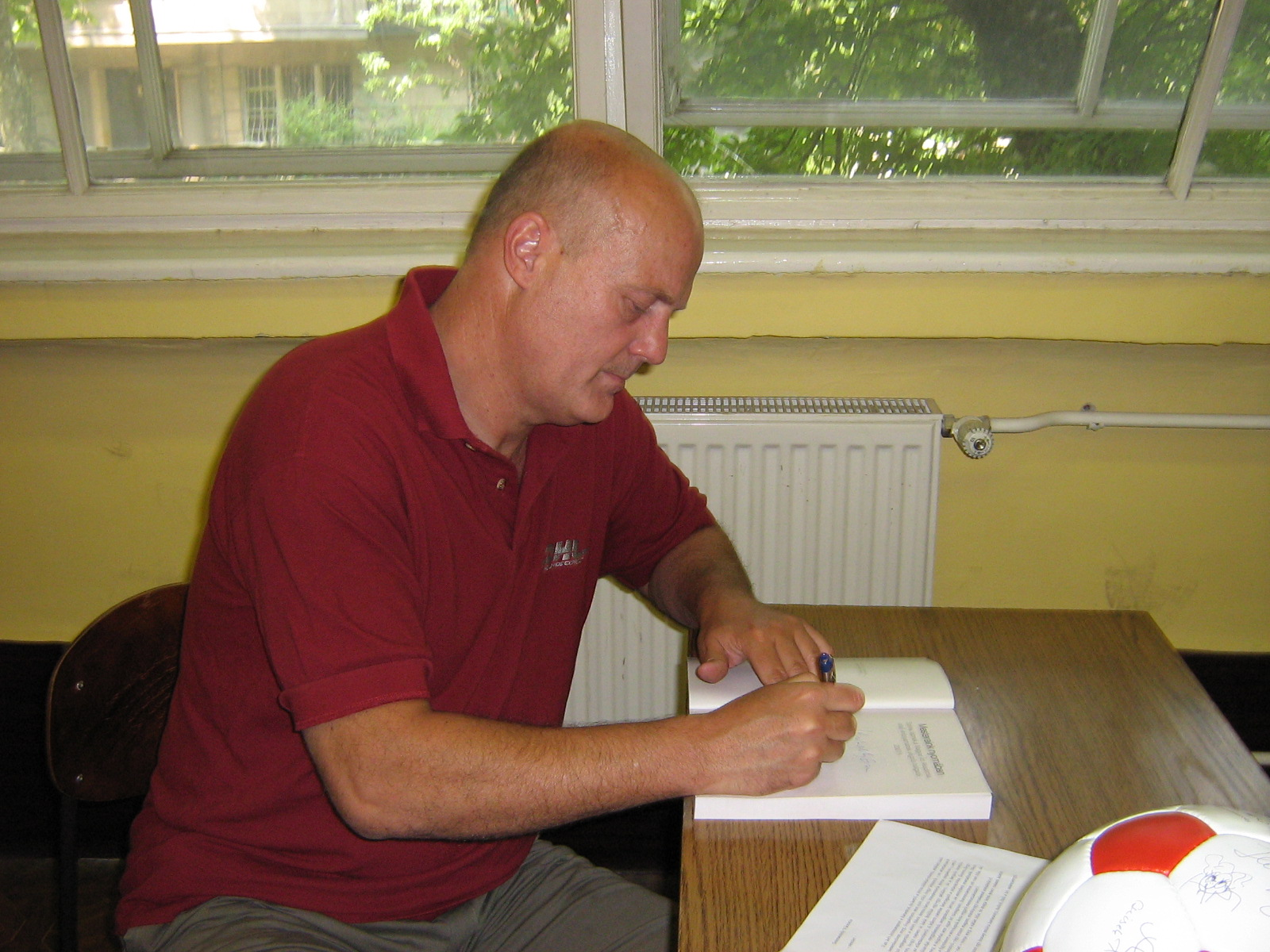
Фото 2007 г.

Эндре Кукорелли (Endre Kukorelly) — венгерский поэт, прозаик, драматург, эссеист, переводчик. Лауреат премий Аттилы Йожефа (1993), Тибора Дери (1995), Шандора Мараи (2003), «Поэт года» (2011) и других.

## Биография
Родился 26 апреля 1951 года в Будапеште, там же в 1968 году окончил среднюю школу. Работал в различных организациях, в 1969—1971 гг. служил в армии. В 1974—1975 гг. библиотекарь отдела рукописей Литературного музея Петефи.
С 1975 года студент историко-библиотечного отделения факультета искусств Университета Этвеша Лоранда. Одновременно работал редактором литературного журнала «Желенлет».
С 1983 по 1994 год литературный сотрудник, рецензент, обозреватель, редактор различных периодических газет и журналов.
С 1992 года вёл семинары по творческому письму на промежуточном факультете Венгерской академии изящных искусств.
С 11 декабря 1999 по 6 марта 2003 года президент, затем до 2006 года вице-президент Ассоциации Szépírók Társasága.
С 2004 по 2014 год — обозреватель и литературный сотрудник ряда изданий.
С 11 мая 2010 года депутат Венгерского парламента от зелёной партии «Политика может быть другой» (избран по региональному списку округа Пешт). Сдал мандат 23 сентября 2012 года.
Печатался с 1981 года. Лауреат премий Аттилы Йожефа [1993], Тибора Дери [1995], Шандора Мараи [2003], «Поэт года» [2011] и других.

## Произведения
На русском языке печатался в литературных журналах:
- U : рассказ / Эндре Кукорелли; пер. с венг. Якова Левитина [Текст] // Иностранная литература. — 2014. — № 6. — С. 218—220.
- Стихи. Журнал Звезда 2011/3.

Книги:
- A valóság édessége (поэмы, 1984, Magvető Könyvkiadó, Budapest)
- Manière (поэмы, 1986, Magvető Könyvkiadó, Budapest)
- Én senkivel sem üldögélek (поэмы, 1989, Pannon Könyvkiadó, Budapest)
- A Memória-part (роман, 1990, Magvető Könyvkiadó, Budapest, премия «Книга года»; переведён на 5 языков)
- Azt mondja aki él (проза и поэмы, 1991, Jelenkor Irodalmi és Művészeti Kiadó, Pécs)
- Egy gyógynövény-kert (избранные поэмы, 1993, Magvető Könyvkiadó, Budapest; книга переведена на португальский язык)
- Napos terület (поэмы, 1994)
- Mintha már túl sokáig állna (поэмы, 1995, Budapest)
- Kedvenxc (эссе, 1996; книга переведена на немецкий язык)
- H.Ö.L.D.E.R.L.I.N. (цикл поэм, 1999)
- Három 100 darab (повесть, Jelenkor Irodalmi és Művészeti kiadó, Pécs, 1999)
- Rom: A Szovjetónió története (роман, 2000)
- Samunadrág (стихи для детей, 2005, Kalligram Könyvkiadó, Budapest)
- Rom. A komonizmus története (роман, 2006)
- Ezer és 3 avagy A nőkben rejlő szív (роман, 2009, Kalligram Könyvkiadó, Budapest).